# Clematis brachiata
Espèce
Classification phylogénétique

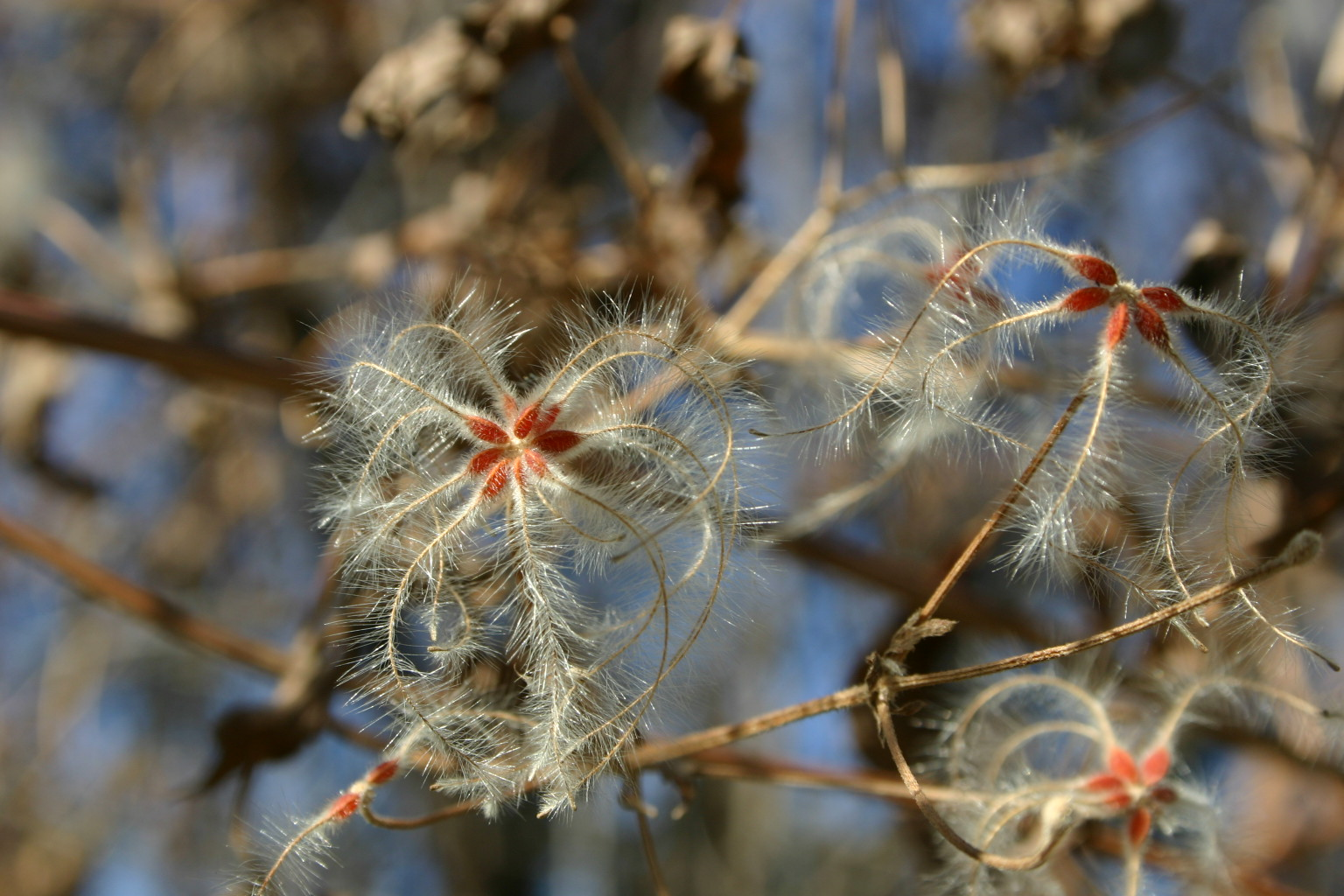
Clematis brachiata.

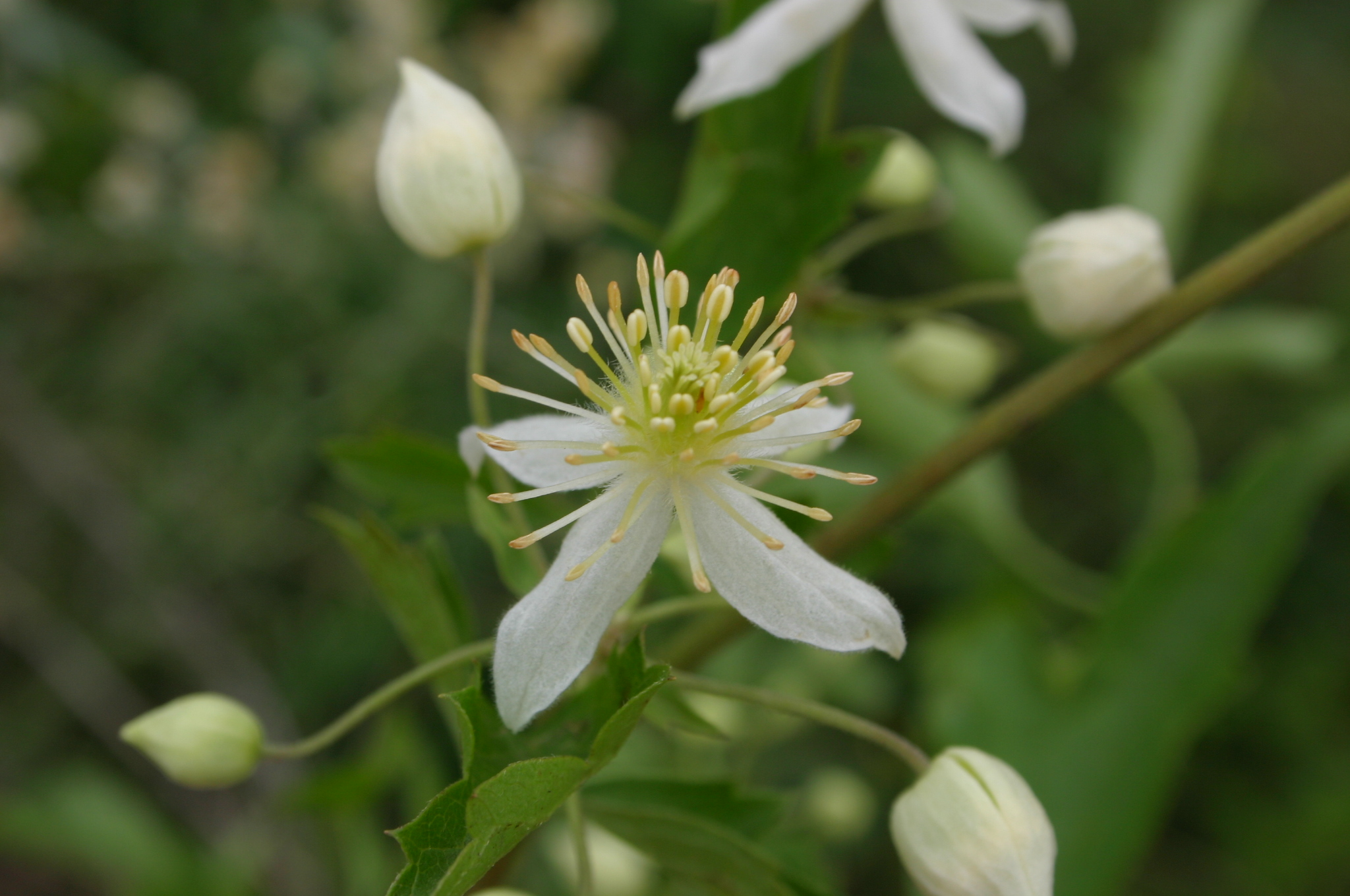
Clematis brachiata.

Clematis brachiata est une espèce de plante à fleur de la famille des Ranunculaceae. C'est une liane à feuilles caduques originaire du sud de l'Afrique.
Elle a tendance à grimper à la cime des arbres et des arbustes et de s'y étaler en couronne. Les feuilles sont composées avec de 1 à 7 folioles. Les jolies fleurs odorantes apparaissent en été. Les fruits, des akènes, sont recouverts de poils fin et soyeux.
Cette espèce est commune dans le Transvaal et le KwaZulu-Natal et a été décrite par Carl Peter Thunberg (1743-1828), un naturaliste suédois.